# Mallet
Mallet là một đô thị thuộc bang Paraná, Brasil. Đô thị này có diện tích 723,085 km², dân số năm 2007 là 12778 người, mật độ 18 người/km².